# Henry Vassall-Fox, 3. Baron Holland

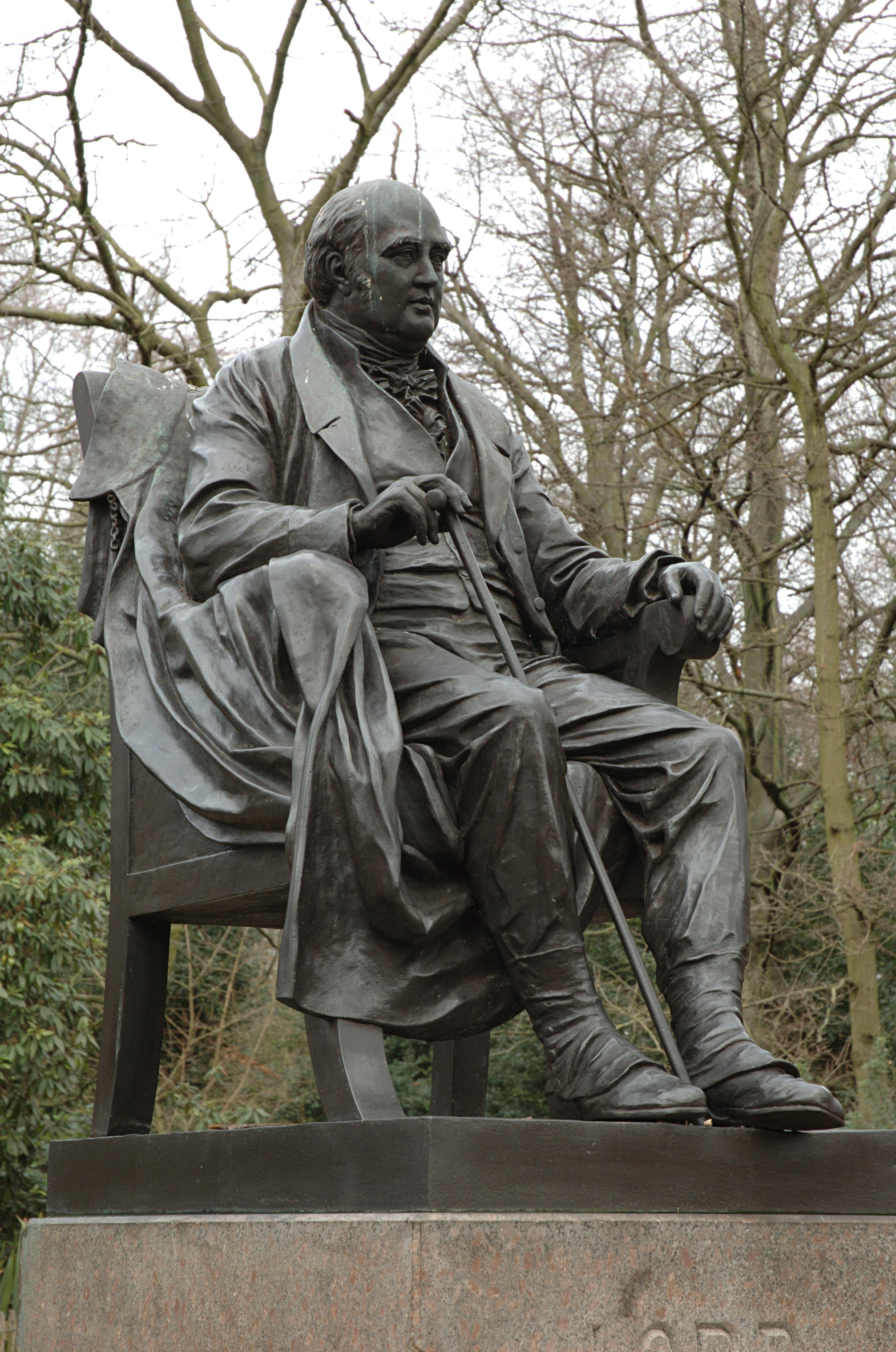
Henry Richard Vassall-Fox, 3. Baron Holland, Holland Park in Kensington (London).

Henry Richard Vassall-Fox, 3. Baron Holland, PC (* 21. November 1773 auf Winterslow House in Wiltshire; † 22. Oktober 1840 in London) war ein britischer Staatsmann und Politiker der Whig-Partei.
Vassall-Fox war der Sohn des Stephen Fox, 2. Baron Holland (1747–1774), aus dessen Ehe mit Lady Mary FitzPatrick, Tochter des John FitzPatrick, 1. Earl of Upper Ossory. Väterlicherseits war er der Neffe des bekannten Politikers Charles James Fox. Fox besuchte zunächst das Eton College, studierte in Oxford am Christ Church College und unternahm sodann größere Reisen. Dabei lernte er in Italien die Gattin Sir Godfrey Websters, Elisabeth Vassall, kennen, die ihren Ehemann für ihn verließ. Der erste gemeinsame Sohn wurde 1796 geboren. Im folgenden Jahr heiratete Fox sie und nahm den Familiennamen Vassall-Fox an. Das Ehepaar hatte drei weitere Kinder.
Bereits im Alter von einem Jahr hatte Vassall-Fox beim Tode seines Vaters die beiden Baronien geerbt, die ursprünglich seinen Großeltern väterlicherseits verliehen worden waren. Nach seiner Rückkehr 1797 trat er ins House of Lords, in welchem er sich wie schon sein Onkel der Liberalen Partei anschloss. Er war deren exponiertester Vertreter im House of Lords und bekämpfte in dieser Eigenschaft William Pitts kriegerische Politik gegen Frankreich, sprach gegen die Erhöhung der Steuern, gegen die Suspension der Habeas Corpus-Akte, gegen die Union mit Irland, drang auf eine Reform des Parlamentswahlrechts etc.
Nach dem Frieden von Amiens 1802 begab er sich seiner zerrütteten Gesundheit wegen nach Spanien. Als Ergebnis seiner Studien erschienen die Biographien von Guillem de Castro und Lope de Vega (London 1805; 2. Aufl. 1817, 2 Bde.) und die Übersetzung dreier spanischer Komödien (London 1807).
Nach Großbritannien zurückgekehrt, nahm er 1805 seinen Sitz im Oberhaus wieder ein und unterstützte den Antrag, abermals als einer der Führer der Opposition, gegen den Minister Viscount Melville wegen des Verdachts, öffentliche Gelder verschwendet zu haben, ein Impeachment-Verfahren einzuleiten. Nach Pitts Tod (1806) trat er als Lordsiegelbewahrer in die von William Wyndham Grenville und Charles James Fox gebildete Regierung aller Talente ein, die sich aber bald nach Fox’ Tod wieder auflöste. 1808 sprach er für die Emanzipation der Katholiken, betrieb die Unterstützung des spanischen Freiheitskampfes und verfocht auch sonst, namentlich in der Sklavereifrage, die Grundsätze der liberalen Partei.
In den Jahren 1814 und 1815 bereiste er den Kontinent und hatte im Februar 1815 in Neapel eine Unterredung mit Joachim Murat, über welche er in A letter to a Neapolitan nobleman berichtete. In den Jahren 1816–1818 befürwortete Vassall-Fox im Parlament wiederholt die Beschwerden, welche die Freunde des Kaisers Napoleon über dessen Behandlung auf St. Helena erhoben.
1828 unterstützte er die Emanzipation der Katholiken und trat im November 1830 unter Grey als Chancellor of the Duchy of Lancaster in das Kabinett ein; in gleicher Eigenschaft war er auch Mitglied der Regierung Melbourne.
Mit Clarendon vertrat er in der orientalischen Frage das freundschaftliche Verhältnis zu Frankreich. Sein Haus war ein Sammelplatz von Künstlern und Gelehrten. Er starb am 22. Oktober 1840 in London.
Er schrieb eine Biographie seines Onkels Fox, die er mit dessen Werk History of the early part of the reign of King James II. (London 1808) veröffentlichte; auch gab er The memoirs and speeches of James, 2nd Earl Waldegrave, 1742–1763 (1822, 2 Bde.; Cambridge University Press, 1988, ISBN 0-521-36111-7) heraus.
Über seine parlamentarische Tätigkeit wurden später die Opinions of Lord Holland in the house of Lords (1841) veröffentlicht.
Sein Sohn Henry Edward Fox, 4. Baron Holland, gab die Reiseerinnerungen seines Vaters (Foreign reminiscences, 1850) und dessen Memoirs of the Whig party during my time (1852–1854, 2 Bde.) heraus.